# Птичий рынок (мультфильм)
«Птичий рынок» — советский мультипликационный фильм состоит из двух новелл, в которых оживают герои песен Геннадия Гладкова на стихи Эдуарда Успенского, снятый на студии Творческое объединение «Экран» в 1974 году.

## Сюжет

### «Птичий рынок»
Первая история рассказывает о большой любви детей к животным. Отправившись на птичий рынок купить щегла, папа, сын и дочка купили рыбок, щенка, обезьянку и коня.

### «Рыболов»
Вторая история повествует о приключениях незадачливого новичка-рыболова, которому невдомёк, что для хорошего рыбака нужны только удочка и река.

## Создатели
| Автор сценария            | Эдуард Успенский                                                      |
| Режиссёр                  | Марианна Новогрудская                                                 |
| Художник-постановщик      | Розалия Зельма                                                        |
| Оператор                  | Нина Дурова                                                           |
| Композитор                | Геннадий Гладков                                                      |
| Звукооператор             | Виталий Азаровский                                                    |
| Художники-мультипликаторы | Антонина Алёшина, Кирилл Малянтович, Марина Зотова, Николай Кладников |
| Монтажёр                  | Галина Дробинина                                                      |
| Редактор                  | Алиса Феодориди                                                       |
| Директор картины          | Е. Бобровская                                                         |

## Роли озвучивали
- Нина Шильникова — Мальчик / мама
- Рогволд Суховерко — Папа / рыбак